# Williams Tower
Williams Tower (antiguamente Transco Tower) es un rascacielos situado en el Distrito Uptown de Houston, Texas. Fue diseñada por los arquitectos Philip Johnson y John Burgee, en asociación con la firma local Morris Architects (antiguamente Morris-Aubry Architects), y construida en 1983. La torre es uno de los edificios más visibles de Houston. Es el cuarto edificio más alto de Texas, el 22.º más alto de Estados Unidos y el 102.º edificio más alto del mundo. Es el edificio más alto de Houston fuera de Downtown Houston, y en el momento de su finalización se creía que era el rascacielos más alto del mundo fuera de un distrito financiero. El edificio alberga la sede estadounidense de la empresa de bienes imuebles Hines Interests. Los principales inquilinos del edificio incluyen: Williams Companies, Quanta Services, Rowan Companies, Cadence Bancorp, and Hines Interests.

## Historia
Hines Interests LP fue el promotor original de la torre. En 2008, un afiliado de Hines adquirió Williams Tower por $271.5 millones. El edificio se ofreció junto con el aparcamiento, una supercicie de 2,3 acres (0,9 ha) a lo largo de la calle desde Williams Tower, y un 48% de Williams Waterwall y los parques de los alrededores; Hines ya era dueña del restante 52% del muro de agua.
En 2002, Ryan John Hartley escaló la Williams Tower desenganchado y se suicidó al saltar desde la planta 30. Tenía consigo una nota que no detallaba si fue su intención saltar.

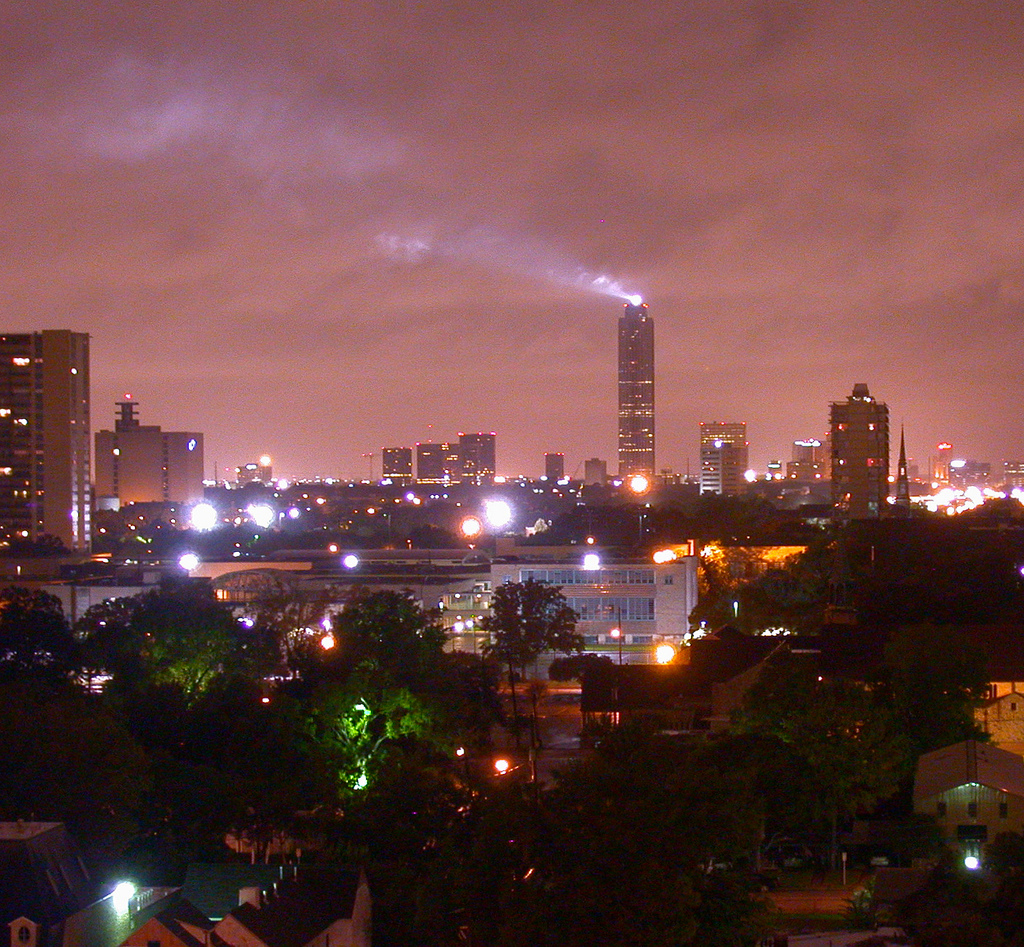
La baliza de Williams Tower

## Importancia
Con 64 plantas y 909 pies (277 m) por encima del suelo, Williams Tower es el edificio más alto de Houston fuera de Downtown Houston. Cuando fue construida en 1983, fue también el rascacielos más alto fuera del distrito financiero de una ciudad.[cita requerida]
El edificio es único[¿quién?] en que fue construido para funcionar como dos torres separadas apiladas directamente encima de la otra, una comprendiendo las primeras 40 plantas y la otra de la 40 a la 64. El edificio tiene grupos separados de ascensores y lobbys por cada una de las secciones del edificio. La mayoría de las 40 plantas inferiores están ocupadas por Williams. El resto del edificio está ocupado por una variedad de inquilinos. El diseño escalonado del edificio sugiere uno de los trabajos más tempranos (y pequeños) de Johnson, IDS Center en Minneapolis, Minnesota.[cita requerida]
Williams Tower fue nombrada "Rascacielos del Siglo" en la edición de diciembre de 1999 de la revista Texas Monthly. Paul Gapp del Chicago Tribune dijo que el edificio se convirtió en un "clásico al instante" cuando abrió. Paul Goldberger de The New York Times dijo que la torre dio a Post Oak Boulevard "un centro, un ancla, del cual la mayoría de exteriores de ciudades carecen."

## Características

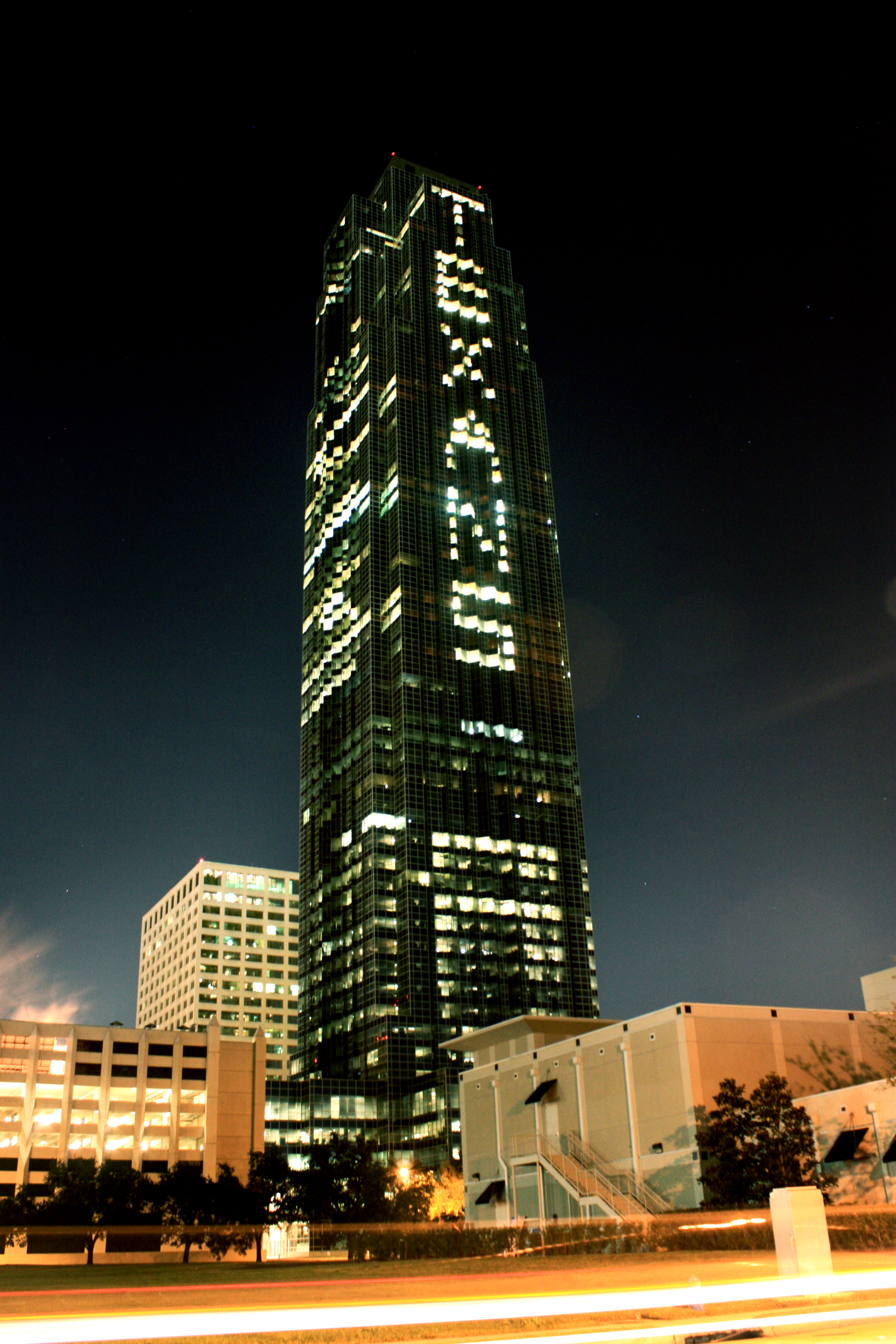
Williams Tower mostrando la palabra "TEXANS" usando sus luces de oficinas, la noche previa a un partido de los Houston Texans.

En la planta 51 hay un sky lobby y una plataforma de observación, que debido a razones de seguridad no está abierta al público. [cita requerida]
Durante las horas nocturnas, el edificio es definido por una baliza de 7000 vatios que barre el cielo y puede ser vista desde hasta 40 millas (65 km) de distancia en noches claras. Coronada por tal baliza, la torre se remonta al Palmolive Building en Chicago, Illinois. El edificio, junto con su baliza, es un punto de atracción de Houston que identifica el distrito de Uptown Houston.[cita requerida]
El edificio está conectado con un aparcamiento de coches de 10 plantas y 3.208 plazas a través de un pasadizo elevado. El pasadizo también conecta el edificio con tiendas, como la Galleria, y dos helipads autorizados por la Federal Aviation Administration. En un campo de hierba al lado de Williams Tower está situado otro punto de atracción de Houston, Williams Waterwall.
El Houston Business Journal dijo que la torre fue "diseñada para ser eficiente energéticamente." El edificio recibió la  etiqueta Energy Star de la Environmental Protection Agency todos los años desde 2000 en los que el edificio fue eligible para recibir el premio. En 2009, los administradores del edificio están buscando ganar la certificación Leadership in Energy and Environmental Design (LEED) del United States Green Building Council.

## Huracán Ike
En la mañana del 13 de septiembre de 2008, durante el Huracán Ike, la parte superior de la torre fue dañada cerca de la baliza giratoria y muchas ventanas estallaron. El edificio sufrió más de $3.5 millones de daños por el viento. 12 de los 49 ascensores fueron dañados, la mayoría por el agua debido a fallos en el techo y otros debido al balanceo extremo del edificio.[cita requerida]